# 판소리 강산제(심청가)
판소리 강산제(심청가)는 대한민국 전라남도 화순군에 있는 무형문화재이다. 2019년 12월 26일 전라남도의 무형문화재 제29-7호로 지정되었다.

## 지정 사유
김향순은 화순 출생으로 10세에 판소리에 입문하여 45년간 판소리 학습과 연주, 전승 발전을 위하여 노력한 자로 판소리 공연과 교육을 통하여 전통 국악을 널리 홍보하고 보급한 자로 30대에 전주대사슴놀이 판소리 명창부 차상, 광주국악대전 판소리 명창부 대통령상을 수상하는 등 판소리 음악적 기량 및 실력을 인정 받은 자다.
김향순이 보유한 판소리 강산제 심청가는 박유전-정재근-정응민-성창순-김향순으로 계보를 잇고 있다. 전남에 거주하는 판소리 명창중 강산제 심청가를 완창하고 연행할 명창은 그리 많지 않다. 김향순은 실기능력은 물론 타고난 소리꾼으로 지속적인 판소리 전승 발전을 위하여 김향순을 판소리 강산제 심청가 보유자로 인정해야 할 것으로 사료된다.

## 참고 문헌
- 판소리 강산제(심청가) - 국가유산청 국가유산포털